# Remigia incurvalis
Remigia incurvalis là một loài bướm đêm trong họ Erebidae.